# Kotlina Grabowska
Kotlina Grabowska (318.21) – mezoregion fizycznogeograficzny w środkowej Polsce, stanowiący południową część Niziny Południowowielkopolskiej. Region graniczy od północy z Wysoczyzną Kaliską i Wysoczyzną Turecką, od północnego zachodu ze Wzgórzami Ostrzeszowskimi, od południowego zachodu i południa z Wysoczyzną Wieruszowską a od wschodu z Wysoczyzną Złoczewską. Kotlina Grabowska leży na pograniczu województw wielkopolskiego i łódzkiego. Nazwa regionu pochodzi od miasta Grabów nad Prosną.
Kotlina Grabowska jest nieckowatym obniżeniem z dnem wysłanym piaskami lodowcowo-rzecznymi, gdzie występują wydmy. We wschodniej części mezoregionu znajduje się duży obszar leśny. Przez region przepływa rzeka Prosna.
Jedynym ośrodkiem miejskim regionu jest Grabów nad Prosną. Innymi ważniejszymi miejscowościami są Kraszewice, Galewice, Brzeziny, Doruchów i Czajków.
Kotlina Grabowska rozpościera się na terenie gmin: Szczytniki, Godziesze Wielkie, Brzeziny, Sieroszewice, Mikstat, Grabów nad Prosną, Kraszewice, Czajków, Brąszewice, Klonowa, Galewice, Doruchów, Ostrzeszów, Kępno, Baranów, Łęka Opatowska, Wieruszów, Bolesławiec, Sokolniki i Czastary.